# Atentado al Hospital Roosevelt de 2017
El Atentado al Hospital Roosevelt fue un ataque armado en la Ciudad de Guatemala, Guatemala, perpetrado por la banda criminal Mara Salvatrucha (MS) con el objetivo de rescatar a uno de sus miembros que permanecía en ese centro asistencial por orden de un juez. Este hecho tuvo como resultado la muerte de 7 personas y 12 heridos.

## Antecedentes
Desde el año 2005, a causa de la ruptura de una tregua pactada entre ambos bandos, Guatemala ha sido campo de guerra entre la banda criminal Mara Salvatrucha y la organización barrio 18.
Este país vive una ola de criminalidad que al año deja aproximadamente 6000 muertos y casi la mitad de ellos están ligados a los Mara Salvatrucha, Barrio 18 y actividades propias del narcotráfico.

## Desarrollo del atentado
El delincuente y miembro de los Mara Salvatrucha, Anderson Daniel Cabrera Cifuentes, por el cual se perpetró el atentado, había estado hasta ese momento  en condición de detenido en el centro de detención Fraijanes II. 
Alrededor de las 8:20 a. m. ingresó en el Centro Hospitalario Roosevelt custodiado por varios guardias penitenciarios. 
En dicho momento, varios hombres armados comenzaron a disparar dentro del hospital. Tras aproximadamente 5 minutos de tiroteo, los criminales huyeron con el miembro de su banda rescatado de su detención. Los primeros datos estimados reflejaban 6 muertos y 5 heridos, pero después se modificó a la cifra a un total de 7 muertos y cerca de 12 heridos.
Tras el ataque, la Policía Nacional Civil rodeó el hospital, donde los atacantes se atrincheraron, y detuvieron a cinco de ellos cuando intentaban huir. Uno de ellos era un menor de 17 años, a quien las autoridades atribuyen la organización del plan, pues era el único que se cubría con un chaleco blindado y además llevaba mapas y horarios.
Al menos otro de los atacantes permaneció en el interior del hospital, lo que prolongó el pánico entre el personal médico. No obstante, fue finalmente detenido por la policía en el área de lavandería.

## Reacciones
Carlos Soto, director del Roosevelt, quien calificó de “masacre” lo ocurrido contra personal hospitalario y guardias carcelarios, afirmó que a partir de ese momento no se permitiría que los presos fueran atendidos en el hospital. Un tema que meses antes ya habían planteado médicos y autoridades de centros nacionales por los frecuentes ataques ocasionados por pandilleros.
El presidente Jimmy Morales calificó el hecho de terrorismo y anunció medidas, como una solicitud a los jueces para que se verifique cuándo un reo necesita ser trasladado a un hospital. En el mismo plan de actuaciones solicitó al Congreso la aprobación de un préstamo para construir una cárcel de máxima seguridad.